# OpenTable
OpenTable est une filiale de Priceline.com qui offre un service de réservation en ligne pour des tables dans des restaurants.
L'entreprise gère des réservations pour environ 31 000 restaurants haut de gamme à travers le monde et facilite la réservation de 12 millions de places par mois.

## Histoire
La société a été fondée par Chuck Templeton à San Francisco, en Californie, en 1998. Les réservations sont gratuites pour les clients. La société facture aux restaurants des frais mensuels et des frais par réservation pour l'utilisation du service.
En 1999, le site a commencé ses opérations en offrant une sélection limitée de restaurants à San Francisco. Il a depuis grandi pour couvrir plus de 30 000 restaurants dans la plupart des États américains ainsi que dans plusieurs grandes villes internationales. Les réservations sont faites en ligne sur son site Web.
En 2008, OpenTable a lancé sa première application mobile.
OpenTable a fait son introduction en bourse le 21 mai 2009, sur la bourse NASDAQ sous le symbole boursier NASDAQ : OPEN. Les preneurs fermes de l'introduction en bourse étaient Merrill Lynch, Allen & Company (en), Stifel Nicolaus, et ThinkEquity (en).
Le 1er octobre 2010, la société a acquis toptable.co.uk (TopTable), un site de réservation de restaurant au Royaume-Uni.
Le 29 janvier 2013, la Société a acquis Foodspotting, une application pour trouver et partager de grands plats dans des restaurants, pour environ 10 millions $.
Le 13 juin 2014, OpenTable a été acquise par Priceline.com pour la somme de 2,6 milliards de dollars. Cette somme représentait une prime de 46 % par rapport à la valeur en bourse de la compagnie le jour précédent. Lors de l'acquisition, Priceline et OpenTable ont indiqué que la compagnie continuerait à opérer indépendamment de Priceline et conserverait la même équipe de direction.

## Services

### Pour les clients
Le service permet aux clients de rechercher des restaurants et de faire des réservations en fonction des divers paramètres y compris l'heure, la date, le type de cuisine et la gamme de prix. Les utilisateurs qui ont enregistré leur adresse électronique reçoivent un message électronique de confirmation. Les clients peuvent également recevoir des points de récompense OpenTable échangeables contre des réductions dans les restaurants membres.
OpenTable a développé une application mobile disponible dans l'App Store d'Apple, le BlackBerry World, Google Play, le Windows Phone Marketplace et le Palm App Catalog,.

## Pour les restaurateurs
Le service fournit aux propriétaires de restaurants un système complet de réservation. Les restaurants participants utilisent un livre électronique de réservations pour remplacer le cahier traditionnel de réservation papier. Le livre de réservations électronique assure la gestion des réservations, la gestion des tables, la reconnaissance des clients et le marketing par courriel.
Parmi les fonctions du livre de réservations électronique on retrouve :
- la gestion des réservations - gère la prise, le changement, la confirmation et l'annulation des réservations ;
- la gestion de l'information sur les clients - garde la trace de clients VIP, les préférences des clients et les informations sur les clients fidèles; permet également le marketing ciblé aux clients ;
- la gestion des tables - aide le personnel à assigner les tables aux clients ;
- l'intégration aux systèmes points de vente - conserver les informations sur les dépenses par réservation et par client ;
- la production de rapports - fournit des analyses avancées pour maintenir et améliorer l'efficacité du restaurant.

Les restaurants peuvent également offrir des points de récompense OpenTable additionnels pour les réservations hors des heures de pointe pour inciter les clients à venir aux restaurants durant les périodes creuses. Les restaurants offrant ces incitatifs sont affichés sur la page des résultats de recherche lors de la recherche pour une réservation.

## Marchés
Le marché original de l'entreprise était les États-Unis. Ce marché s'est élargi au cours des dernières années pour inclure le Canada, la France, l'Allemagne, le Japon, le Mexique et le Royaume-Uni.

## Critique
En 2010, le restaurateur Mark Pastore de San Francisco a expliqué sur le site de son restaurant Incanto pourquoi il n'était pas répertorié sur OpenTable, citant des frais élevés et le contrôle qu'il aurait ainsi donné au site sur les informations concernant ses clients. Ses commentaires ont été cités dans plusieurs publications, y compris le New York Times.